# Lim Jin-Suk
Lim Jin-Suk (nascut el 16 de maig de 1968), és un exjugador d'handbol sud-coreà, que va competir als Jocs Olímpics d'Estiu de 1988 i als Jocs Olímpics d'Estiu de 1992.
A l'Olimpíada de 1988 hi va guanyar la medalla d'argent amb la selecció de Corea del Sud. Hi va jugar tots sis partits.
Quatre anys més tard, va acabar sisè amb l'equip de Corea del Sud a l'Olimpíada de 1992. Hi va jugar tots sis partits novament, i va marcar-hi 13 gols.